# Sr. Chinarro
Sr. Chinarro és un grup de música sevillà format cap al 1990. El seu estil és principalment indie. El seu cantant i compositor i l'únic membre que n'ha format part durant tota la seva existència és Antonio Luque.
Les lletres de les cançons de Sr. Chinarro es caracteritzen per combinar el surrealisme i el costumisme. Són plenes de metàfores, dobles sentits, jocs de paraules i imatges quotidianes.

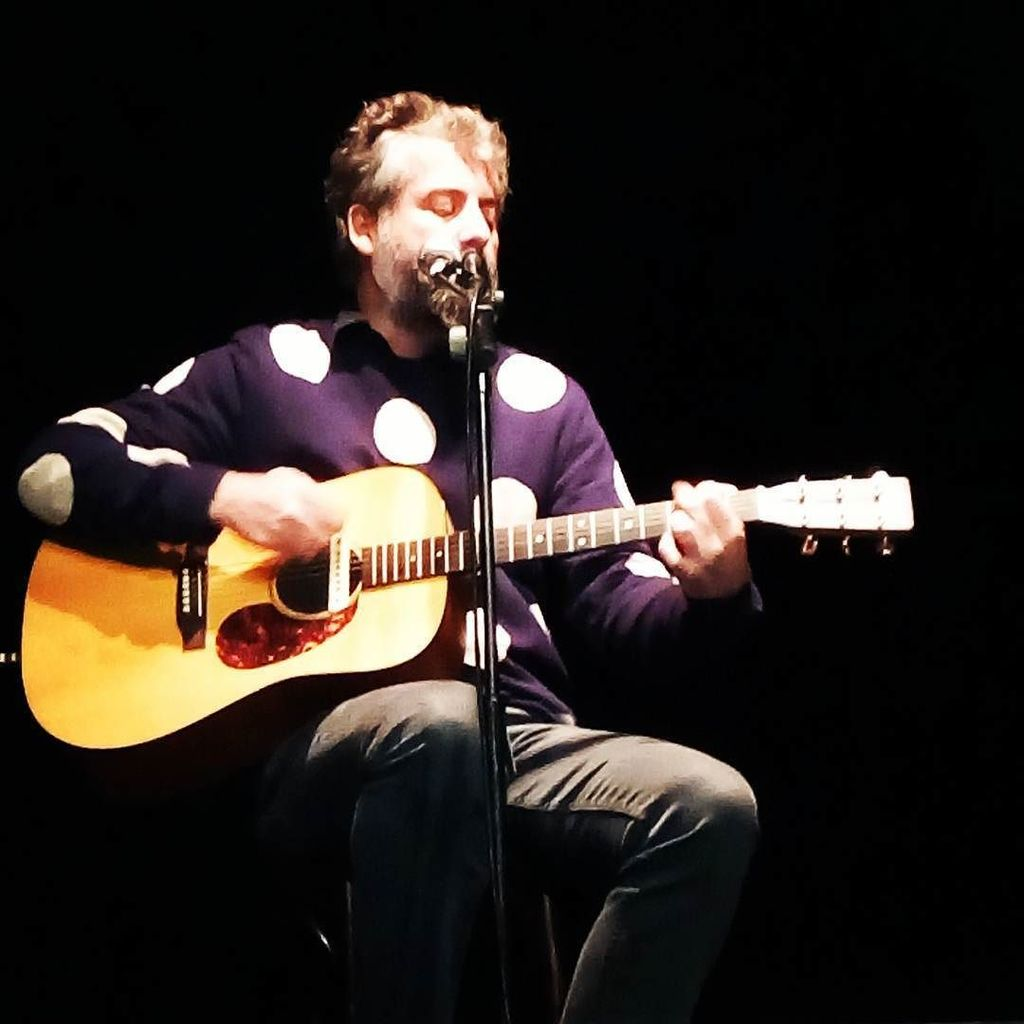
Sr Chinarro actuant a El mini festival a Olot el 2016

## Discografia

### Àlbums
- Sr. Chinarro 1994. Acuarela Discos
- Compito 1996. Acuarela Discos
- El porqué de mis peinados 1997. Acuarela Discos
- Noséqué-nosécuántos 1998. Acuarela Discos
- La primera ópera envasada al vacío 2001. Acuarela Discos
- Despídete del lago. Las rarezas de Antonio Luque 1993-2001 2001. Acuarela Discos
- Cobre cuanto antes 2002. Acuarela Discos
- El ventrílocuo de sí mismo 2003. Acuarela Discos
- El fuego amigo 2005. El Ejército Rojo
- El mundo según 2006. Mushroom Pillow
- Ronroneando 2008. Mushroom Pillow
- Presidente 2011. Mushroom Pillow
- ¡Menos samba! 2012. Mushroom Pillow
- Enhorabuena a los cuatro 2013 Mushroom Pillow
- Perspectiva caballera 2014 VEEMMM
- El progreso 2016 El Segell del Primavera

### Singles i EPs
- Pequeño Circo 1993. Acuarela Discos
- Lerele 1995. Acuarela Discos
- Ondina 1996. Elefant Records
- ¿Qué puedo hacer? / Su mapamundi, gracias single conjunt amb Los Planetas 1997 Acuarela Discos
- La pena máxima 2000. Acuarela Discos
- Consecuencias de la pena máxima 2000. Single exclusiu per al club de fans "Mártires de Santa Teresa"
- Tributo a The Cure single conjunt amb Migala 2000. Acuarela Discos
- La casa encima 2001. Acuarela Discos
- La tapia del perejil 2002. Acuarela Discos